# Fello Star
Fello Star is een Guineese voetbalclub uit Labé, de hoofdstad van de provincie Fouta-Djalon. In 2006 werd de club voor het eerst landskampioen.

## Erelijst
- Landskampioen

2006, 2008, 2009, 2010
- Beker van Guinee

2002, 2004

## Bekende ex-spelers
- Ibrahima Conté